# Neo Rauch
Neo Rauch (n. 18 aprilie 1960, Leipzig, Germania) este un pictor german. Opera sa este influențată de suprarealism și realismul socialist al fostei Republici Democrate Germane.
A absolvit în anii 1980 Hochschule für Grafik und Buchkunst din Leipzig, unde a predat până în 2009.  Prima sa expoziție personală a avut loc la Leipzig în 1993.
Este cel mai cunoscut reprezentant al „Noii Școli Leipzig”, o mișcare artistică care îi include și pe Tilo Baumgärtel, Martin Kobe si David Schnell.